# Tor Arne Hetland

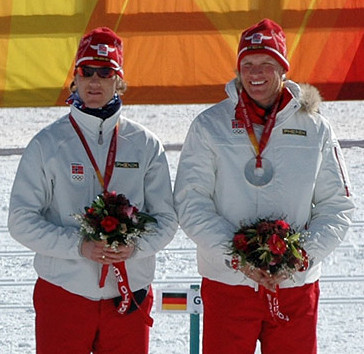
Jens Arne Svartedal (po lewej) i Tor Arne Hetland na podium olimpijskim w Turynie

Tor Arne Hetland (ur. 12 stycznia 1974 w Stavanger) – norweski biegacz narciarski, 2-krotny medalista olimpijski, 5-krotny medalista mistrzostw świata, zdobywca małej kryształowej kuli w sprincie.

## Kariera
Po raz pierwszy na arenie międzynarodowej pojawił się w 1993 roku, startując na mistrzostwach świata juniorów w Harrachovie. Zdobył tam złoty medal w sztafecie, był czwarty na dystansie 30 km stylem dowolnym i piąty w biegu na 10 km techniką klasyczną. Podczas rozgrywanych rok później mistrzostw świata juniorów w Breitenwang był drugi w sztafecie, trzeci na 30 km stylem dowolnym oraz czwarty w biegu na 10 km klasykiem.
Swój pierwszy medal olimpijski zdobył na igrzyskach olimpijskich w Salt Lake City zajmując pierwsze miejsce w sprincie techniką dowolną. Podczas igrzysk w Turynie do swojego olimpijskiego dorobku dołączył srebrny medal w sprincie drużynowym techniką klasyczną wywalczony wraz z Jensem Arne Svartedalem. Na kolejnych igrzyskach Hetland już nie startował. Na mistrzostwach świata w Lahti wywalczył złote medale w sprincie techniką dowolną oraz sztafecie 4 × 10 km razem z Frode Estilem, Odd-Bjørnem Hjelmesetem i Thomasem Alsgaardem. Dwa lata później, na mistrzostwach w Val di Fiemme zdobył brązowy medal w sprincie stylem dowolnym. Ponadto podczas mistrzostw świata w Oberstdorfie wraz z Tore Ruudem Hofstadem wywalczył złoty medal w sprincie drużynowym stylem dowolnym, a Hetland zdobył także srebrny medal w sprincie techniką klasyczną, przegrywając jedynie z Wasilijem Roczewem z Rosji.
Najlepsze wyniki w Pucharze Świata osiągnął w sezonie 2004/2005, kiedy to zajął trzecie miejsce w klasyfikacji generalnej, a w klasyfikacji sprinty był pierwszy. W sezonie 2005/2006 również zajął trzecie miejsce w klasyfikacji generalnej, a w klasyfikacji sprinterskiej był trzeci. Trzecie miejsce w klasyfikacji sprinty zajmował także w sezonach 2005/2006 i 2008/2009. Ponadto w sezonach 1998/1999 oraz 2002/2003 zajmował drugie miejsce w tej samej klasyfikacji. Startował również w cyklu FIS Marathon Cup najlepsze wyniki osiągając w sezonie 2001/2002, który ukończył na czternastej pozycji. Trzykrotnie stawał na podium maratonów, w tym w 2008 roku wygrał szwajcarski Engadin Skimarathon.
W 2009 r. zakończył karierę.

## Osiągnięcia

### Igrzyska olimpijskie
| Miejsce | Dzień     | Rok  | Miejscowość    | Konkurencja                     | Czas biegu | Strata   | Zwycięzca          |
| ------- | --------- | ---- | -------------- | ------------------------------- | ---------- | -------- | ------------------ |
| 24.     | 22 lutego | 1998 | Nagano         | 50 km stylem dowolnym           | 2:05:08,2  | +10:13,5 | Bjørn Dæhlie       |
| 49.     | 9 lutego  | 2002 | Salt Lake City | 30 km st. dowolnym              | 1:11:31,0  | +6:54,8  | Christian Hoffmann |
| 1.      | 19 lutego | 2002 | Salt Lake City | Sprint st. dowolnym             | 2:56,9     | -        | -                  |
| 2.      | 14 lutego | 2006 | Turyn          | Sprint drużynowy st. klasycznym | 17:02,9    | +0,6     | Szwecja            |
| 10.     | 22 lutego | 2006 | Turyn          | Sprint st. dowolnym             | 2:26,5     | -        | Björn Lind         |
| 33.     | 26 lutego | 2006 | Turyn          | 50 km st. dowolnym              | 2:06:11,8  | +1:14,4  | Giorgio Di Centa   |

### Mistrzostwa świata
| Miejsce | Dzień     | Rok  | Miejscowość   | Konkurencja                      | Czas biegu | Strata  | Zwycięzca           |
| ------- | --------- | ---- | ------------- | -------------------------------- | ---------- | ------- | ------------------- |
| 17.     | 19 lutego | 1999 | Ramsau        | 30 km stylem dowolnym            | 1:15:26,2  | +3:55,5 | Mika Myllylä        |
| 7.      | 17 lutego | 2001 | Lahti         | 2 × 10 km łączony                | 47:15,5    | +44,0   | Per Elofsson        |
| 1.      | 21 lutego | 2001 | Lahti         | Sprint stylem dowolnym           | 3:14,1     | -       | -                   |
| 1.      | 22 lutego | 2001 | Lahti         | Sztafeta 4 × 10 km               | 1:36:42,5  | -       | -                   |
| 3.      | 26 lutego | 2003 | Val di Fiemme | Sprint stylem dowolnym           | 3:12,1     | +1,4    | Thobias Fredriksson |
| 2.      | 22 lutego | 2005 | Oberstdorf    | Sprint stylem klasycznym         | 2:32,1     | +0,2    | Wasilij Roczew      |
| 1.      | 22 lutego | 2005 | Oberstdorf    | Sprint drużynowy stylem dowolnym | 14:08,6    | -       | -                   |
| 18.     | 22 lutego | 2007 | Sapporo       | Sprint stylem klasycznym         | 3:03,8     | -       | Jens Arne Svartedal |
| 7.      | 23 lutego | 2007 | Sapporo       | Sprint drużynowy stylem dowolnym | 17:50,6    | +8,1    | Włochy              |
| 22.     | 24 lutego | 2009 | Liberec       | Sprint stylem dowolnym           | 3:00,8     | -       | Ola Vigen Hattestad |

### Mistrzostwa świata juniorów
| Miejsce | Dzień       | Rok  | Miejscowość | Konkurs                 | Wynik     | Strata  | Zwycięzca            |
| ------- | ----------- | ---- | ----------- | ----------------------- | --------- | ------- | -------------------- |
| 5.      | 2 marca     | 1993 | Harrachov   | 10 km stylem klasycznym | 30:46,5   | +52,3   | Mathias Fredriksson  |
| 1.      | 4 marca     | 1993 | Harrachov   | Sztafeta 4 × 10 km      | 2:00:20,1 | -       | -                    |
| 4.      | 6 marca     | 1993 | Harrachov   | 30 km stylem dowolnym   | 1:15:36,3 | +2:07,1 | Kjetil Juul Pedersen |
| 4.      | 26 stycznia | 1994 | Breitenwang | 10 km stylem klasycznym | 28:36,5   | +13,9   | Grigorij Gutnikow    |
| 2.      | 28 stycznia | 1994 | Breitenwang | Sztafeta 4 × 10 km      | 1:55:55,6 | +33,9   | Japonia              |
| 3.      | 30 stycznia | 1994 | Breitenwang | 30 km stylem dowolnym   | 1:18:07,8 | +24,2   | Mitsuo Horigome      |

### Puchar Świata

#### Miejsca w klasyfikacji generalnej
| Sezon     | Puchar Świata | Sprint      | Biegi dystansowe |
| --------- | ------------- | ----------- | ---------------- |
| 1996/1997 | 30. miejsce   | 46. miejsce | -                |
| 1997/1998 | 62. miejsce   | 78. miejsce | -                |
| 1998/1999 | 23. miejsce   | 2. miejsce  | -                |
| 1999/2000 | 18. miejsce   | 4. miejsce  | -                |
| 2000/2001 | 12. miejsce   | 3. miejsce  | -                |
| 2001/2002 | 13. miejsce   | 6. miejsce  | -                |
| 2002/2003 | 9. miejsce    | 2. miejsce  | -                |
| 2003/2004 | 14. miejsce   | 4. miejsce  | 37. miejsce      |
| 2004/2005 | 3. miejsce    | 1. miejsce  | 61. miejsce      |
| 2005/2006 | 3. miejsce    | 3. miejsce  | 20. miejsce      |
| 2006/2007 | 4. miejsce    | 4. miejsce  | 21. miejsce      |
| 2007/2008 | 6. miejsce    | 5. miejsce  | 16. miejsce      |
| 2008/2009 | 19. miejsce   | 3. miejsce  | 58. miejsce      |

#### Zwycięstwa w zawodach
| Nr  | Dzień        | Rok  | Miejscowość            | Konkurencja           | Czas biegu |
| --- | ------------ | ---- | ---------------------- | --------------------- | ---------- |
| 1.  | 4 lutego     | 1996 | Reit im Winkl          | Sprint st. dowolnym   | -          |
| 2.  | 27 grudnia   | 1998 | Garmisch-Partenkirchen | Sprint st. dowolnym   | -          |
| 3.  | 28 grudnia   | 1998 | Engelberg              | Sprint st. dowolnym   | -          |
| 4.  | 29 grudnia   | 2000 | Engelberg              | Sprint st. dowolnym   | -          |
| 5.  | 11 grudnia   | 2002 | Clusone                | Sprint st. dowolnym   | -          |
| 6.  | 15 grudnia   | 2002 | Cogne                  | Sprint st. klasycznym | -          |
| 7.  | 4 grudnia    | 2004 | Berno                  | Sprint st. dowolnym   | -          |
| 8.  | 9 marca      | 2005 | Drammen                | Sprint st. klasycznym | -          |
| 9.  | 19 listopada | 2005 | Beitostølen            | 15 km st. klasycznym  | 40:50,0    |
| 10. | 11 grudnia   | 2005 | Vernon                 | Sprint st. dowolnym   | -          |
| 11. | 15 grudnia   | 2007 | Rybińsk                | 30 km st. dowolnym    | 1:11:04,8  |

#### Miejsca na podium
| Nr  | Dzień           | Rok  | Miejscowość            | Konkurencja           | Czas biegu | Pozycja | Strata | Zwycięzca             |
| --- | --------------- | ---- | ---------------------- | --------------------- | ---------- | ------- | ------ | --------------------- |
| 1.  | 4 lutego        | 1996 | Reit im Winkl          | Sprint st. dowolnym   | -          | -       | 1      |                       |
| 2.  | 15 marca        | 1997 | Oslo                   | 50 km st. dowolnym    | 2:04:37,8  | +1:03,3 | 2      | Pietro Piller Cottrer |
| 3.  | 27 grudnia      | 1998 | Garmisch-Partenkirchen | Sprint st. dowolnym   | -          | -       | 1      |                       |
| 4.  | 28 grudnia      | 1998 | Engelberg              | Sprint st. dowolnym   | -          | -       | 1      |                       |
| 5.  | 8 grudnia       | 2000 | Santa Caterina         | 15 km st. dowolnym    | 37:18,8    | +14,6   | 3      | Per Elofsson          |
| 6.  | 28 grudnia      | 2000 | Engelberg              | Sprint st. klasycznym | -          | -       | 2      | Jan Jacob Verdenius   |
| 7.  | 29 grudnia      | 2000 | Engelberg              | Sprint st. dowolnym   | -          | -       | 1      |                       |
| 8.  | 9 grudnia       | 2001 | Cogne                  | Sprint st. dowolnym   | -          | -       | 2      | Cristian Zorzi        |
| 9.  | 27 grudnia      | 2001 | Garmisch-Partenkirchen | Sprint st. dowolnym   | -          | -       | 2      | Cristian Zorzi        |
| 10. | 29 grudnia      | 2001 | Salzburg               | Sprint st. dowolnym   | -          | -       | 3      | Håvard Bjerkeli       |
| 11. | 26 października | 2002 | Düsseldorf             | Sprint st. dowolnym   | -          | -       | 3      | Peter Larsson         |
| 12. | 11 grudnia      | 2002 | Clusone                | Sprint st. dowolnym   | -          | -       | 1      |                       |
| 13. | 15 grudnia      | 2002 | Cogne                  | Sprint st. klasycznym | -          | -       | 1      |                       |
| 14. | 26 lutego       | 2004 | Drammen                | Sprint st. klasycznym | -          | -       | 2      | Håvard Bjerkeli       |
| 15. | 23 października | 2004 | Düsseldorf             | Sprint st. dowolnym   | -          | -       | 2      | Peter Larsson         |
| 16. | 4 grudnia       | 2004 | Berno                  | Sprint st. dowolnym   | -          | -       | 1      |                       |
| 17. | 14 grudnia      | 2004 | Asiago                 | Sprint st. klasycznym | -          | -       | 2      | Jens Arne Svartedal   |
| 18. | 5 marca         | 2005 | Lahti                  | Sprint st. klasycznym | -          | -       | 2      | Børre Næss            |
| 19. | 9 marca         | 2005 | Drammen                | Sprint st. klasycznym | -          | -       | 1      |                       |
| 20. | 22 października | 2005 | Düsseldorf             | Sprint st. dowolnym   | -          | -       | 2      | Peter Larsson         |
| 21. | 19 listopada    | 2005 | Beitostølen            | 15 km st. klasycznym  | 40:50,0    | -       | 1      |                       |
| 22. | 11 grudnia      | 2005 | Vernon                 | Sprint st. dowolnym   | -          | -       | 1      |                       |
| 23. | 8 stycznia      | 2006 | Otepää                 | Sprint st. klasycznym | -          | -       | 2      | Björn Lind            |
| 24. | 28 października | 2006 | Düsseldorf             | Sprint st. dowolnym   | -          | -       | 3      | Eldar Rønning         |
| 25. | 25 listopada    | 2006 | Ruka                   | Sprint st. klasycznym | -          | -       | 3      | Jens Arne Svartedal   |
| 26. | 13 grudnia      | 2006 | Cogne                  | 15 km st. klasycznym  | 39:08,6    | +3,6    | 2      | Eldar Rønning         |
| 27. | 15 lutego       | 2007 | Changchun              | Sprint st. klasycznym | -          | -       | 3      | Ola Vigen Hattestad   |
| 28. | 15 grudnia      | 2007 | Rybińsk                | 30 km st. dowolnym    | 1:11:04,8  | -       | 1      |                       |
| 29. | 29 listopada    | 2008 | Ruka                   | Sprint st. klasycznym | -          | -       | 2      | Ola Vigen Hattestad   |
| 30. | 20 grudnia      | 2008 | Düsseldorf             | Sprint st. dowolnym   | -          | -       | 2      | Ola Vigen Hattestad   |

### FIS Marathon Cup

#### Miejsca w klasyfikacji generalnej
- sezon 2000/2001: 20.
- sezon 2001/2002: 14.
- sezon 2007/2008: 16.

#### Miejsca na podium
| Nr | Dzień    | Rok  | Zawody              | Dystans               | Czas biegu | Strata | Pozycja | Zwycięzca             |
| -- | -------- | ---- | ------------------- | --------------------- | ---------- | ------ | ------- | --------------------- |
| 1. | 11 marca | 2001 | Engadin Skimarathon | 42 km stylem dowolnym | 1:24.22,7  | +1,7   | 3.      | Peter Schlickenrieder |
| 2. | 10 marca | 2002 | Engadin Skimarathon | 42 km stylem dowolnym | 1:30:10,4  | +0,4   | 2.      | Juan Jesús Gutiérrez  |
| 3. | 9 marca  | 2008 | Engadin Skimarathon | 42 km stylem dowolnym | 1:24.22,7  | -      | 1.      | -                     |